# Dosu Râului
Dosu Râului – wieś w Rumunii, w okręgu Vâlcea, w gminie Nicolae Bălcescu. W 2011 roku liczyła 304 
mieszkańców.